# نيكولاي كينسكي
نانهوا نيكولاي كينسكي (بالفرنسية: Nikolai Kinski)‏ من مواليد 30 يوليو 1976 في باريس هو ممثل يحمل الجنسية المزدوجة الأمريكية والفرنسية.

## سيرة
نيكولاي هو ابن الممثل الألماني كلايوس كينسكي من زوجته الثالثة، الفرنسية الفيتنامية جنفياف مينو لاينك. وهو الشقيق من الممثلات ناستازيا كينسكي و بولا كينسكي . ولد في فرنسا، نشأ وترعرع في ولاية كاليفورنيا.
وهو يقيم حاليا في برلين، ألمانيا.

## وصلات خارجية
- نيكولاي كينسكي على موقع IMDb (الإنجليزية)
- نيكولاي كينسكي على موقع ألو سيني (الفرنسية)
- نيكولاي كينسكي على موقع أول موفي (الإنجليزية)
- نيكولاي كينسكي على موقع قاعدة بيانات الأفلام السويدية (السويدية)
- نيكولاي كينسكي على موقع ديسكوغز (الإنجليزية)
- نيكولاي كينسكي على موقع قاعدة بيانات الفيلم (الإنجليزية)
- نيكولاي كينسكي على موقع كينوبويسك (الروسية)

- Notices d'autorité : Fichier d'autorité international virtuel • Bibliothèque du Congrès • Gemeinsame Normdatei • WorldCat
- (en) Nikolai Kinski sur l’Internet Movie Database
- Site officiel